# Euxoa rufovariegata
Euxoa rufovariegata är en fjärilsart som beskrevs av Tutt 1892. Euxoa rufovariegata ingår i släktet Euxoa och familjen nattflyn. Inga underarter finns listade i Catalogue of Life.